# Asterella boryana
Asterella boryana là một loài rêu trong họ Aytoniaceae. Loài này được Mont. H.A. Mill. mô tả khoa học đầu tiên năm 1981.